# Piloto de caza TIE
En el universo ficticio de la saga cinematográfica Star Wars los pilotos TIE o pilotos de caza TIE son soldados del Imperio Galáctico que pilotan los cazas TIE (pronúnciese «cazas tai») de la Marina Imperial, además de las diferentes versiones derivadas de dichos cazas (versiones adaptadas para el bombardeo, la intercepcción, etc).
Los pilotos TIE constituyen una de las tropas más numerosas de la Marina Imperial y, debido a los diseños de sus naves, la que más alta tasa de mortalidad  presenta.
Los pilotos TIE tienen su antecedente en los pilotos clones creados durante las guerras Clon. Al término de la guerra, el Imperio utilizó algunos remanentes de soldados clones para equipar las unidades de caza, aunque con el tiempo se aceptaron reclutas humanos.
Su entrenamiento es de los más severos dentro de la estructura militar imperial. Solo se elige a los mejores candidatos, los cuales son entrenados en la Academia Naval Imperial de Coruscant. De acuerdo a sus capacidades y logros, más adelante pueden ser transferidos como pilotos de cazas TIE Interceptor, considerados como la élite de los pilotos imperiales.
Darth Vader organizó una unidad de pilotos de élite para su buque insignia y nave personal, el gigantesco Ejecutor.

## Vestimenta
El uniforme de los pilotos de caza TIE (al igual que al de los bombarderos) consta de un mono color negro, el cual se usa sobre el uniforme de diario del piloto, complementado con un casco de pilotaje y un equipo de supervivencia en el espacio exterior, reservas de aire para dos horas estándares, guantes de piloto y botas de gravedad.
Por último, para el combate, llevan pistolas bláster como único armamento, pues la doctrina imperial los considera como "desechables".

## Deserciones
Durante los inicios de la guerra de rebelión, muchos pilotos de caza TIE desertaron de las filas de la Armada Imperial para unirse al naciente cuerpo rebelde. Aprovechando la experiencia y el entrenamiento de éstos pilotos fue como los cuerpos de la rebelión lograron establecer las doctrinas de ataque hacia el imperio.
La deserción estaba considerada como un delito grave, el cual acarreaba la pena de muerte en la Armada Imperial, junto con los miembros de la familia del piloto y la confiscación de sus bienes (si tenían) hacia el Imperio Galáctico. Por tal motivo, un piloto TIE se lo pensaba dos veces antes de cambiar de bando, por las implicaciones que conllevaba su acción.
- Datos: Q6075977